# كأس صربيا 2013–14
كأس صربيا 2013–14 (بالصربية: Куп Србије у фудбалу 2013/14.)‏ هو الموسم 8 من كأس صربيا. أقيم خلال الفترة 4 سبتمبر 2013 وحتى 7 مايو 2014، وأشرف على تنظيمه اتحاد صربيا لكرة القدم، وفاز فيه نادي فويفودينا.